# کامفورت‌دلگرو
کامفورت‌دلگرو (به انگلیسی: ComfortDelGro) شرکت ترابری و تبلیغات سنگاپوری است، که در زمینه ارائه خدمات لیزینگ و اجاره خودرو، مدیریت ناوگان‌های اتوبوسرانی و تاکسیرانی، کارگزار بیمه و تبلیغات فعالیت می‌کند.
شرکت کامفورت‌دلگرو در سال ۲۰۰۳ از ادغام شرکت‌های کامفورت و دلگرو تأسیس شد و در حال حاضر مالک شبکه‌ای از ۱۶٫۶۰۰ تاکسی در سنگاپور و ۱۰٫۶۵۰ تاکسی در چین، ۱٫۱۰۰ دستگاه خودروی اجاره‌ای، ناوگانی بالغ بر ۵٫۰۰۰ اتوبوس در سنگاپور، مالزی، چین، بریتانیا، ویتنام، استرالیا و کانادا می‌باشد.
دفتر مرکزی این شرکت در شهر سنگاپور قرار دارد و بخشی از سهام آن در بازار بورس سنگاپور معامله می‌شود.